# 莉亞·李維斯
莉亞·玛丽·梁·李維斯（Leah Marie Liang Lewis，1996年12月9日—）是一位美国女演员。她最出名的作品是在 CW電視網 剧集《南茜·朱尔》改编的剧集中饰演乔治亚·范（Georgia Fan），以及在 Netflix 电影《它的一半》中饰演艾莉·楚（Ellie Chu）。她还在皮克斯动画电影《元素方城市》中为余烬·流明（Ember Lumen）配音。

## 早年生活和教育
她八个月大时被中华人民共和国上海市的一家孤儿院收养，并在佛罗里达州温德米尔长大。 她的妹妹莉迪亚（Lydia）没有血缘关系，后来被同一家孤儿院收养。 他们的父母弗雷德里克·刘易斯（Frederick Lewis）和洛林·刘易斯（Lorraine Lewis）都是房地产经纪人。
在佛罗里达州奥兰多的克伦肖学校发现了表演艺术。 她还就读于佛罗里达州奥科伊的索恩布鲁克小学； 她还就读于佛罗里达州奥兰多市的西南中学以及哥达中学。 在她十几岁的时候，她和她的母亲在洛杉矶和奥兰多之间来回搬家。 17 岁时，她回到奥兰多在奥林匹亚高中完成高中学业，然后在 20 岁时独自搬回洛杉矶。

## 个人生活
2016年5月，开始与歌手兼演员佩森·刘易斯（Payson Lewis）约会。巧合的是，这对夫妇同姓。

## 影視作品列表
| 年份         | 標題                                                               | 角色                                               | 備註                                   |
| ------------ | ------------------------------------------------------------------ | -------------------------------------------------- | -------------------------------------- |
| 2006         | 老克里斯汀的新冒险 （The New Adventures of Old Christine）         | 苔丝（Tess）                                       | 單集：「The Passion of the Christine」 |
| 2006         | 帕卢扎维尔 （Paloozaville）                                        | 莉亞（Leah）                                       |                                        |
| 2007         | 南京 （Nanking）                                                   | 横幅女孩（Banner Girl）                            |                                        |
| 2012         | 弗雷德 3：弗雷德营 （Fred 3: Camp Fred）                           | 勺子（Spoon）                                      | 電視電影                               |
| 2012         | 麦迪逊高中 （Madison High）                                        | 佩顿·霍尔（Peyton Hall）                           | 未釋出的電視試播集                     |
| 2015–2016    | 几乎所有内容的玩家指南 （Gamer's Guide to Pretty Much Everything） | 莉卡（Lika）                                       | 2集                                    |
| 2016         | 唱吧！ （Sing It!）                                                | 苏菲·菲（Sophie Chu）                              | 常驻演员; 6集                          |
| 2016         | 任何时候最好的朋友 （Best Friends Whenever）                       | 亚历克斯（Alex）                                   | 單集：「Girl Code」                    |
| 2016         | 指导 （Guidance）                                                  | 利迪（Liddy）                                      | 主要演員                               |
| 2018         | 轻如羽毛 （Light as a Feather）                                    | 加比·达尔维什（Gabby Darwish）                     | 單集：「Innocent as a Lamb」           |
| 2018         | 我死去的前任 （My Dead Ex）                                        | 琥珀色（Amber）                                    | 單集：「The Z Word」                   |
| 2018         | 好醫生 （The Good Doctor）                                         | 凯瑟琳·“凯蒂”·权（Katherine "Kitty" Kwon）         | 單集：「Tough Titmouse」               |
| 2018         | 聖女魔咒 （Charmed）                                               | 安吉拉·吴（Angela Wu）                             | 3集                                    |
| 2018–2019    | 19號消防局 （Station 19）                                          | 香农（Shannon）                                    | 2集                                    |
| 2019         | 變種天賦 （The Gifted）                                            | 克拉丽斯（年轻）（young Clarice）                  | 單集：「Home」                         |
| 2019–2023    | 南茜·朱尔 （Nancy Drew）                                           | 乔治亚·“乔治”·范（Georgia "George" Fan）           | 主要演員                               |
| 2020         | 它的一半 （The Half of It）                                        | 艾莉·楚（Ellie Chu）                               |                                        |
| 2020         | 如何阻止强盗 （How to Deter a Robber）                             | 希瑟·威廉姆斯（Heather Williams）                  |                                        |
| 2022–present | 蝙蝠轮 （Batwheels）                                               | 卡桑德拉·凯恩 / 蝙蝠女（Cassandra Cain / Batgirl） | 主要演員                               |
| 2023         | 元素方城市 （Elemental）                                           | 小炎（Ember Lumen）                                | 配音                                   |

## 外部連結
- 莉亞·李維斯在互联网电影资料库（IMDb）上的資料（英文）